# Hotel Gevora
Hotel Gevora v Dubaji ve Spojených arabských emirátech byl otevřen v roce 2018 v únoru. Hotel měří 356 metrů a má 75 pater. Do dokončení této stavby byl největší hotel JW Marriott Marquis v Dubaji, ale hotel Gevora je o 1 metr vyšší.
Ve světe jsou větší stavby s hotelem např. nejvyšší stavba světa (v Dubaji) Burj Khalifa, ale tyto stavby obsahují i jiné prostory a nejsou tudíž charakterizované jako hotel.
Hotel Gevora má jedinečný design snažící se působit jako ze zlata, hotelový komplex nabízí 528 pokojů, 5 restaurací, lázně, fitness, bazény a business centrum.
Hotel se nachází u Sheikh Zayed Road  v části Trade Centre Area. Přesná adresa: 101 Sheikh Zayed Rd - Dubai - Spojené arabské emiráty.